# Matthew Charlton
Matthew Charlton (15 de marzo de 1866 – 8 de diciembre de 1948) fue un político del Partido Laborista Australiano .
Charlton nació en Linton un lugar rural en Victoria y al cumplir cinco años se mudó a Lambton, New South Wales. Comenzó a trabajar en las minas con el carbón, ya que sus padres solo pudieron darle una educación primaria, tiempo después en 1889 se casó con Martha Rollings. Desde su infancia Charlton tuvo un gran interés por la política y en 1896 se unió a las huelgas sindicales contra las reducciones salariales.
Después de pasar un periodo de dos años en Kalgoorlie, Western Australia , Charlton volvió a Lambton y se reunió con el sindicato de los trabajadores de las minas de carbón locales, convirtiéndose en su tesorero en 1901. En 1903 Charlton ganó una elección parcial para el puesto de Nueva Gales del Sur en Waratah  y se trasladó a Northumberland en 1904 .
En las elecciones de 1910 Charlton ganó el puesto de Hunter y tomó protesta durante el gobierno de Andrew Fisher , después se quedó en el Partido Laborista Australiano durante el periodo de oposición. En 1922 comenzó su campaña para volverse líder del partido, sin embargo perdió su primera elección, ya que fue hospitalizado por una enfermedad que tuvo durante su campaña. En 1924 Charlton fue invitado a la reunión de la Sociedad de Naciones (ahora Organización de las Naciones Unidas) sin embargo no tuvo éxito al intentar que Australia adoptara el Geneva Protocol, establecido durante la reunión.
Debido a las huelgas sindicales en 1925, Charlton y su partido perdieron la elección en 1925 y fue hasta 1928 que se resignó a perder. Finalmente murió el 8 de diciembre de 1948.

## Biografía
Muy poco es recordado acerca de los inicios de Charlton, ya que él creció en un distrito minero relativamente desconocido. Sin embargo se sabe que Charlton nació el 15 de marzo de 1866 en Linton, Victoria, una pequeña ciudad cerca de Ballarat que hoy en día tiene poco menos de 500 habitantes. Sus padres fueron Matthew Charlton, un minero Inglés de Durham, y Mabel (nacida en Foard). En 1871, la familia de Charlton se mudó a Lambton, en los suburbios de Newcastle, New South Wales. Después de terminar su educación primaria en la escuela pública de Lambton, Charlton comenzó a trabajar en Lambton Colliery como coal trapper; al ser un niño lo único en lo que podía trabajar era abriendo las trampillas para los carros de carbón. Al crecer y madurar su trabajo cambió, ahora el trabajaba dentro de la mina. Al cumplir los 23 años se casó con Martha Rollings en New Lambton.

## Intereses políticos de Charlton
En 1896 los planes para reducir los salarios de los trabajadores de las minas provocó una strike action. Charlton apoyo la lucha en contra de la reducción de salarios, pero cuando todos los esfuerzos realizados fallaron, él y otros mineros tuvieron que mudarse a Goldfields cerca de Kalgoorlie, Western Australia. Después de estar dos años viviendo ahí, Charlton regresó a Lambton y entró a trabajar como oficial en la Federación de Empleados de Colliery, tiempo después en 1901 se convirtió en el tesorero de la Federación de Empleados y mientras ocupaba este puesto se dio a la tarea de ayudar a los trabajadores. Luchó constantemente por mejorar las condiciones de los mineros y acudió a un congreso con el sindicato en noviembre de 1902, en el cual promovió la nacionalización de la industria minera, creyendo que así eliminaría los conflictos entre los dueños de la mina y los trabajadores en cuestiones económicas. Esa idea se consideró demasiado radical, sin embargo se elaboró un acuerdo entre los gobiernos estatales para que cada uno controlara sus minas mientras se lograba firmar el pacto de nacionalización.

## Carrera política Estatal
Los colegas de Charlton lo exhortaron a participar en las elecciones del distrito de Waratah, y el 5 de diciembre de 1903 Charlton se convirtió en el segundo miembro del distrito en la New South Wales Legislative Assembly. Su representación del distrito fue de corta duración, ya que el año siguiente se trasladó a Northumberland, remplazando a John Norton. Charlton se convirtió en el vocero no oficial de los mineros, hablando principalmente con el parlamento acerca de las necesidades de los mineros. En 1909 se realizó una huelga a favor de las minas de carbón de New South Wales, al empezar la huelga Charlton fue llamado por la Federación de Empleados de Colliery para representarlos frente al consejo de Salarios, sin embargo Charlton no tuvo éxito en la obtención de mejores condiciones para los mineros, pero consiguió resolver el problema hablando con los mineros acerca del Estado y los convenció de regresar a trabajar. Se retiró de la política del Estado y en 1910 Charlton logró la Division of Hunter gracias a Frank Liddell.

## Inicios de su carrera Federal
Charlton fue un éxito de inmediato con Andrew Fisher, así que fue promovido temporalmente a la presidencia del comité en 1913 , sin embargo Charlton amenazó con dejarla en 1915 por una disputa en los retrasos del gobierno en la concesión del aumento de los poderes del comité. Fisher logró calmar el enojo de Charlton, pero en 1916 decidió dejar a Fisher y darle su lealtad al nuevo líder del partido del Trabajo Billy Hughes votando por la conscripción de Bill, aunque se rehusaba la conscripción y peleaba contra ella. However, Charlton seemed to accept the affirmative result of the referendum and again proved his loyalty to Hughes by defending him when he became the target of caucus criticism. Charlton attempted to deflect attacks made on Hughes to a party conference, but Hughes left the party before a decision could be made.
El nuevo líder del partido del Trabajo Frank Tudor era bastante débil en cuestiones de salud y habilidades políticas. El sucesor de Frank Tudor ya había sido elegido, pero no era Charlton sino T. J. Ryan, quien murió en 1921, así que Charlton se volvió el líder de la Oposición en 1922.

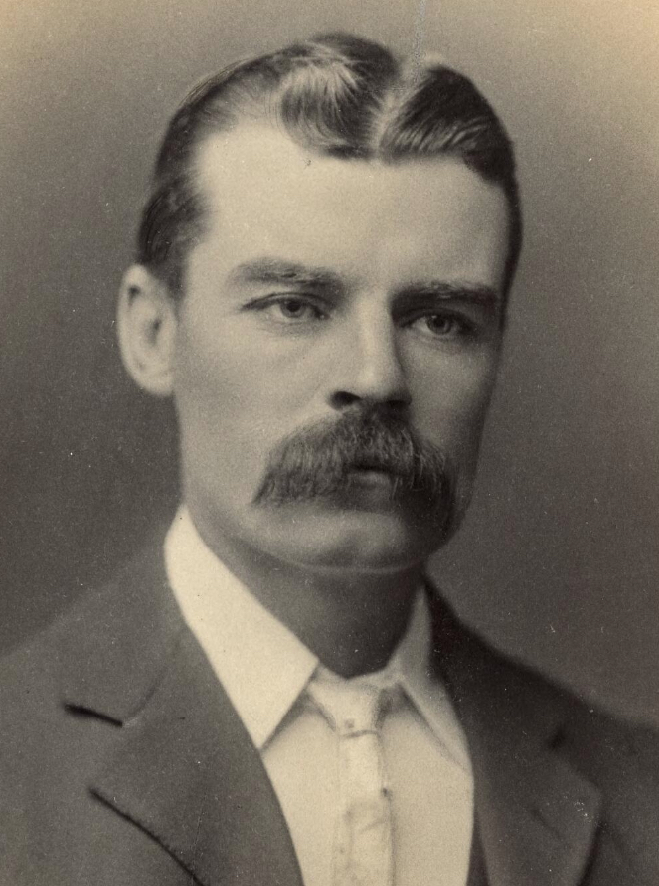
Matthew Charlton during his time as Member for Hunter, exact date unknown.

## Líder de la Oposición
La campaña de Charlton ofrecía un plan estructurado y viable, y en efecto era el favorito para ganar la candidatura, pero le fue imposible seguir con las elecciones al ser hospitalizado por una enfermedad. El partido del Trabajo ganó la mayoría de escaños como un solo partido , pero Charlton fue incapaz de derrotar al gobierno de coalición.
Debido a las grandes pérdidas causadas por la Segunda Guerra Mundial, Charlton se opuso al entrenamiento militar de las fuerzas Australianas. En 1924 Charlton fue invitado a una conferencia de la Liga de Naciones (ahora Naciones Unidas) en Geneva, Switzerland. Durante la reunión Charlton se opuso totalmente a la guerra y se comenzó a construir el Geneva Protocol. Antes de regresar a Australia, Charlton propuso que se adoptara el protocolo, pero el gobierno en conjunto con los Ingleses se negaron a aceptarlo.
Charlton perdió la elección federal de 1925, en gran parte debido a su postura sobre las relaciones laborales y la acción sindical militante continua que plasmó en su campaña. Charlton siempre procuró mantener relaciones amistosas en el partido y en muchas ocasiones prestó su experiencia a los conflictos dentro de la rama de NSW del Partido del Trabajo . Finalmente dejó él partido el 29 de marzo de 1928 y su sucesor James Scullin logró convertirse en Prime Minister of Australia, algo que Charlton nunca logró hacer.

## Últimos años
Después de seis años de ser líder del partido del Trabajo, Charlton tomó un interés especial en el gobierno local y se convirtió en miembro de Consejo de Lambton de 1934 a 1938. El 8 de diciembre de 1948 murió en Lambton, New South Wales, done creció y vivió la mayor parte de su vida.
La Division of Charlton en la Hunter Region se llama así en su honor Labor desde su creación en 1984.